# 居尔努什苏丹
居尔努斯苏丹（1642年—1715年11月6日），是奥斯曼帝国的皇太后，苏丹穆罕默德四世的皇妃。居尔努斯苏丹曾先后拥立她的两个儿子穆斯塔法二世、艾哈迈德三世继位，她也因此成为18世纪初帝国最具权势和影响力的女性。

## 文献来源
- Baker, Anthony E. . Redhouse Press. 1993: 146. ISBN 975-413-062-0.
- Gordon, Matthew S.; Hain, Kathryn A. . Oxford University Press. 2017. ISBN 978-0-190-62218-3.